# Jessica McNamee
Jessica McNamee (Sídney, 16 de junio de 1988) es una actriz australiana, conocida por haber interpretado a Sammy Rafter en la serie australiana Packed to the Rafters.

## Biografía
Es hija de Peter y Helen McNamee, es la segunda más joven de cinco hijos: Rebecca ""Bec" McNamee-Croft, Mel McNamee, la actriz Penny McNamee y Patrick McNamee. 
Sus sobrinos son la actriz Teagan Croft, Sage Croft y Cooper McNamee.
Jessica salió con el jugador de rugby Scott Thompson, pero la relación terminó.
En 2014 comenzó a salir con el modelo estadounidense Sean O'Pry, sin embargo la relación terminó en 2015.
Jessica comenzó a salir con Patrick Caruso, la pareja se casó en marzo de 2019.

## Carrera
En 2006 obtuvo un papel en la nueva serie Secretary donde interpretaría a Lucy Tuckett, sin embargo la serie nunca salió al aire.
El 22 de enero de 2007 apareció por primera vez como personaje recurrente en la exitosa serie australiana Home and Away donde interpretó a Lisa Duffy, su última aparición fue el 24 de agosto del mismo año después de que su personaje muriera luego de sufrir una lesión en su cabeza después de estar en un accidente automovilístico ocasionado por Denny Symson. Ese mismo año interpretó a Amanda Blakely en la película Hamer Bay junto a las actrices Jacki Weaver, Amy Mizzi y su hermana Penny McNamee.
En 2008 obtuvo su primer papel importante en la televisión cuando se unió al elenco de la exitosa serie dramática Packed to the Rafters; donde interpretó a la sexy, sociable y rica Sammy Westaway-Rafter, hasta 2010 después de que su personaje se divorciara de Nathan Rafter. En 2013 Jessica regresó a la serie como Sammy y su última aparición fue durante el final de la serie el 2 de julio del mismo año después de que su personaje se mudara con Nathan para ayudarlo a criar a Edward.
En 2009 interpretó a Mia en la película de horror The Loved Ones. Ese mismo año participó en la novena temporada del concurso de baile australiano Dancing with the Stars, su compañero fue el bailarín profesional Stefano Oliveri, la pareja quedó en el sexto lugar de la competencia.
En 2012 aparecerá en la película dramática y de romance The Vow protagonizada por Rachel McAdams, Channing Tatum y Sam Neill en el film interpretará a la hermana menor de Paige, (McAdams) y a la hija de los personajes de Sam Neill y Jessica Lange. Ese mismo año aparecerá en el drama Scruples donde interpretará a la periodista Maggie, amiga de Billy Winthrop (Claire Forlani).
En 2013 apareció como invitada en un episodio de la serie norteamericana White Collar donde interpretó a la editora de libros y criminal Penny Chase, la novia del convicto Nate "Oz" Osbourne (Jackson Rathbone).
En 2014 se unió al elenco principal de la serie cómica Sirens donde interpretó a Theresa Kelly, una oficial de la policía de Chicago e interés romántico del paramédico Johnny Farrell (Michael Mosley), hasta el final de la serie en 2015.
A finales de septiembre de 2015 se anunció que Jessica se uniría a CHiPs donde dará vida a Lindsey Taylor.
El 7 de abril de 2016 se anunció que Jessica se había unido al elenco de Battle Of The Sexes donde dará vida a la jugadora de tenis Margaret Court.
Participó en la película de 2021 Mortal Kombat, interpretando a Sonya Blade.

## Filmografía

### Películas
| Año  | Título              | Personaje      | Notas |
| ---- | ------------------- | -------------- | --- |
| 2021 | Mortal Kombat       | Sonya Blade    | Junto con Lewis Tan, Josh Lawson, Tadanobu Asano, Mehcad Brooks, Ludi Lin, Chin Han, Joe Taslim e Hiroyuki Sanada. |
| 2020 | Black Water: Abyss  | Jennifer       | |
| 2019 | Locusts             | Izzy           | |
| 2018 | Megalodón           | Lori           | |
| 2017 | Battle Of The Sexes | Margaret Court | |
| 2017 | CHIPs               | Lindsey Taylor | junto con Dax Shepard, Michael Peña, Vincent D'Onofrio, Rosa Salazar, Kristen Bell & Adam Brody                    |
| 2015 | Last Days of Summer | Jenna          | junto a Jean Louisa Kelly, William Fichtner, Michael Rosenbaum, Colin Woodell & Erich Anderson                     |
| 2012 | Scruples            | Maggie         | junto con Claire Forlani, Boris Kodjoe, Karine Vanasse & Noot Seear                                                |
| 2012 | The Vow             | Gwen           | junto a Rachel McAdams, Sam Neill & Jessica Lange                                                                  |
| 2011 | 50-50               | Nellie Cameron | corto - junto a Oliver Ackland & Les Chantery                                                                      |
| 2009 | The Loved Ones      | Mia            | junto con Xavier Samuel, Robin McLeavy, Victoria Thaine & Suzi Dougherty                                           |

### Series de televisión
| Año         | Título                | Personaje      | Notas                                |
| ----------- | --------------------- | -------------- | ------------------------------------ |
| 2019        | Into the Dark         | Rachel Adams   |                                      |
| 2014 - 2015 | Sirens                | Theresa Kelly  | 23 episodios                         |
| 2014        | The Time of Our Lives | Lisa Montego   | 4 episodios                          |
| 2008 - 2013 | Packed to the Rafters | Sammy Rafter   | 55 episodios                         |
| 2013        | White Collar          | Penny Chase    | episodio "Shoot the Moon"            |
| 2007        | Hammer Bay            | Amanda Blakely | tv serie                             |
| 2007        | Home and Away         | Lisa Duffy     | 36 episodios                         |
| 2006        | Secretary             | Lucy Tuckett   | junto a Vince Colosimo & Pia Miranda |

### Apariciones
| Año  | Título                 | Notas                      |
| ---- | ---------------------- | -------------------------- |
| 2009 | Dancing with the Stars | 10 episodios - concursante |

## Premios y nominaciones
| Año  | Categoría      | Premio     | Festival                        | Película | Resultado |
| ---- | -------------- | ---------- | ------------------------------- | -------- | --------- |
| 2019 | Actriz mundial | Jury Award | Austin Revolution Film Festival | Locusts  | Nominada  |